# 10 km (obwód leningradzki)
10 km (ros. 10 км) – przystanek kolejowy w miejscowości Bor, w rejonie wołchowskim, w obwodzie leningradzkim, w Rosji. Położony jest na linii Wołchow – Czudowo.